# هيدي ليندة
هيدي ليندة (بالنرويجية: Heidi Linde)‏ (و. 1973  م) هي كاتِبة نرويجية، ولدت في أسكر.

## وصلات خارجية
- هيدي ليندة على موقع IMDb (الإنجليزية)

- هيدي ليندة في قاعدة بيانات الأفلام على الإنترنت